# Charadrahyla chaneque
Charadrahyla chaneque е вид жаба от семейство Дървесници (Hylidae). Видът е застрашен от изчезване.

## Разпространение
Разпространен е в Мексико.

## Описание
Популацията на вида е намаляваща.